# Mon (llengua)
La llengua mon (de vegades llengua talaing) és un llenguatge austroasiàtic parlat pels mons de Birmània (i de la minoria mon de Tailàndia). El parla menys d'un milió de persones i després d'una forta assimilació de més de dos segles de l'ètnia mon, la llengua ha tingut una baixada considerable. El 2004 es creu que els parlants de mon a Birmània eren uns 743.000 i a tots els països uns 851.000.
L'escriptura mon és derivada de l'escriptura indi brahmi, i és la font de l'escriptura birmana.